# کالی کاکس
کالی کاکس (انگلیسی: Calli Cox؛ زاده ۲۶ فوریهٔ ۱۹۷۷) بازیگر پیشین پورنوگرافی اهل ایالات متحده آمریکا است.